# Cheryl Bentyne
Cheryl Bentyne, (Mount Vernon, 1954. január 17. –) amerikai dzsesszénekesnő. Karrierje nagy részét a The Manhattan Transfer előadójaként élte.

## Pályafutása
Bentyne 13 évesen kezdett énekelni apja dixieland és swing zenekarában. A Mount Vernon High School elvégzése után beiratkozott a Skagit Valley College-ba, ahol zenét és színházművészetet tanult. Az 1970-es évek közepén Seattle-be költözött. A John Holte New Deal Rhythm Bandben énekelt. A Naval Discharge Review Board harsonása, Gary McKaig adott neki egy albumot a Manhattan Transfertől. Sorsa eldőlt. Négy Seattle-ben töltött év után Bentyne Los Angelesbe költözött.
1979-ben Bentyne lett Laurel Massé énekesnő állandó helyettese, aki egy autóbalesetben megsérült, és végül elhagyta a Manhattent. Bentyne első fellépése az Extensions (1979) című albumon volt, amely elnyerte első Grammy-díját, "Birdland" című dalának énekes változatáért.
Bentyne összesen tíz Grammy-díjat nyert a Manhattan Transferrel, köztük az A Night in Tunisia Bobby McFerrinnel készített feldolgozásáért.
Első szólóalbumát (1992) Mark Isham trombitással készítette. Ez pop- és dzsessz-sztenderdekből állt. Ezt követte a „Dreaming of Mister Porter” (2000), majd a „Talk of the Town” Kenny Barronnal (2004), és a „Let Me Off Uptown” Anita O'Day  tiszteletére (2005). Még a Manhattan Transfer tagjaként még felvette a „Duets” című albumot.  1991-ben Mark Ishammel a „Mortal Thoughts” című film film dalát énekelte el.
Bentyne 2012-ben a lépét eltávolították, mert Hodgkin-kórt diagnosztizáltak nála. Margaret Dorn váltotta fel a Manhattan Transferben. Egy éven belül egy orvos azt mondta neki, hogy mentes a ráktól. Ekkor visszatért az énekléshez. 2013-ban előadta a „Little Girl Blue” című mű hangoskönyves változatát, ami Karen Carpenter énekesnő életrajza. 2014-ben mentorként dolgozott a Songbook Academynél, ami a Great American Songbook Foundation nyári programja volt középiskolás diákok számára.

## Albumok
- Something Cool (1992)
- Dreaming of Mister Porter (Manhattan Transfer Fan Club, 2000)
- Talk of The Town (2002)
- The Lights Still Burn (2003)
- Moonlight Serenade (2003)
- Cheryl Bentyne Sings (Waltz for Debby) (2004)
- Let Me Off Uptown (2005)
- The Book of Love (2006)
- Songs of Our Time (2008)
- The Cole Porter Songbook (2009)
- The Gershwin Songbook (2010)
- Let's Misbehave: The Cole Porter Songbook (2012)
- West Coast Cool with Mark Winkler (2013)
- Lost Love Songs (2016; összeállítás)
- ReArrangements of Shadows (2017)
- Eastern Standard Time with Mark Winkler (2018)

## Díjak
- Grammy-díj for Best Jazz Fusion Performance, Vocal or Instrumental, „Birdland” (from Extensions), The Manhattan Transfer, 1980; „Until I Met You (Corner Pocket)”, The Manhattan Transfer, 1981
- Grammy-díj for Best Jazz Vocal Performance, Duo or Group, „Route 66” (from the soundtrack Sharkey's Machine), The Manhattan Transfer, 1982; „Why Not!”, The Manhattan Transfer, 1983; Vocalese, The Manhattan Transfer, 1985
- Grammy-díj for Best Pop Performance by a Duo or Group, Brasil; The Manhattan Transfer, 1987; „The Boy from New York City”, The Manhattan Transfer, 1981
- Grammy-díj for Best Arrangement for Voices, „Another Night in Tunisia”, Cheryl Bentyne and Bobby McFerrin, 1985
- Grammy-díj for Best Contemporary Jazz Performance, „Sassy”, The Manhattan Transfer, 1992
- Honorary Doctorate of Music from Berklee College of Music, 1993
- Aranylemez díj Swing Journaltól: „Talk of the Town”, 2003; Waltz for Debby, 2004; Songs of Our Time, 2008